# Winter League FIAF 2000
La Winter League FIAF 2000 è stata la diciassettesima edizione del secondo livello del campionato italiano di football americano, organizzato dalla Federazione Italiana American Football; è stata la prima edizione a 9 giocatori e la terza volta in cui la Winter League ha rappresentato il secondo livello della piramide.

## Regular season

### Classifica

#### Green Conference - Central Division
| Pos. | Squadra            | %V    | G | V | N | P | PF  | PS  |
| ---- | ------------------ | ----- | - | - | - | - | --- | --- |
| 1    | Etruschi Livorno   | 1.000 | 8 | 8 | 0 | 0 | 162 | 64  |
| 2    | Guelfi Firenze     | .625  | 8 | 5 | 0 | 3 | 181 | 117 |
| 3    | Ducks Roma         | .571  | 7 | 4 | 0 | 3 | 95  | 91  |
| 4    | Crusaders Cagliari | .167  | 7 | 1 | 0 | 6 | 51  | 170 |
| 5    | Barbari Roma Nord  | .125  | 8 | 1 | 0 | 7 | 57  | 104 |

#### Green Conference - Sea Division
| Pos. | Squadra            | %V   | G | V | N | P | PF  | PS  |
| ---- | ------------------ | ---- | - | - | - | - | --- | --- |
| 1    | Sharks Palermo     | .833 | 6 | 5 | 0 | 1 | 160 | 64  |
| 2    | Elephants Catania  | .667 | 6 | 4 | 0 | 2 | 124 | 71  |
| 3    | Blackstars Palermo | .333 | 6 | 2 | 0 | 4 | 85  | 106 |
| 4    | Corsari Palermo    | .167 | 6 | 1 | 0 | 5 | 32  | 160 |

#### Red Conference - North Division
| Pos. | Squadra          | %V   | G | V | N | P | PF  | PS  |
| ---- | ---------------- | ---- | - | - | - | - | --- | --- |
| 1    | Skorpions Varese | .750 | 8 | 6 | 0 | 2 | 178 | 75  |
| 2    | Kings Gallarate  | .750 | 8 | 6 | 0 | 2 | 188 | 128 |
| 3    | Falcons Milano   | .500 | 8 | 4 | 0 | 4 | 160 | 90  |
| 4    | Frogs Legnano    | .500 | 8 | 4 | 0 | 4 | 90  | 86  |
| 5    | Warriors Torino  | .000 | 8 | 0 | 0 | 8 | 18  | 258 |

#### Red Conference - West Division
| Pos. | Squadra                   | %V    | G | V | N | P | PF  | PS  |
| ---- | ------------------------- | ----- | - | - | - | - | --- | --- |
| 1    | Titans Romagna            | 1.000 | 6 | 6 | 0 | 0 | 199 | 52  |
| 2    | Centauri Bologna          | .500  | 6 | 3 | 0 | 3 | 104 | 137 |
| 3    | Redskins Verona           | .333  | 6 | 2 | 0 | 4 | 90  | 129 |
| 4    | Yankees Civitanova Marche | .167  | 6 | 1 | 0 | 5 | 44  | 119 |

## Playoff
|  | Wild Card | Wild Card         | Wild Card |  |    | Semifinali di Conference | Semifinali di Conference | Semifinali di Conference |                  |                  | Finali di Conference | Finali di Conference | Finali di Conference |  |  | IX Snowbowl | IX Snowbowl     | IX Snowbowl |
|  |           |                   |           |  |    |                          |                          |                          |                  |                  |                      |                      |                      |  |  |             |                 |             |
|  |           |                   |           |  |    | 1N                       | Skorpions Varese         | 39                       |                  |                  |                      |                      |                      |  |  |             |                 |             |
|  | 3N        | Falcons Milano    | 25        |  |    | 3N                       | Falcons Milano           | 6                        |                  |                  |                      |                      |                      |  |  |             |                 |             |
|  | 3N        | Falcons Milano    | 25        |  | 1N | 3N                       | Falcons Milano           | 6                        | Skorpions Varese | 7                |                      |                      |                      |  |  |             |                 |             |
|  | 2W        | Centauri Bologna  | 19 ot     |  | 1N |                          |                          |                          |                  | 7                |                      |                      |                      |  |  |             |                 |             |
|  | 2W        | Centauri Bologna  | 19 ot     |  | 2N | Kings Gallarate          | 18                       |                          |                  |                  |                      |                      |                      |  |  |             |                 |             |
|  |           |                   |           |  |    | Kings Gallarate          | 18                       | 1W                       | Titans Romagna   | 30               |                      |                      |                      |  |  |             |                 |             |
|  |           |                   |           |  |    |                          |                          | 1W                       | Titans Romagna   | 30               |                      |                      |                      |  |  |             |                 |             |
|  |           |                   |           |  |    | 2N                       | Kings Gallarate          | 32                       |                  |                  |                      |                      |                      |  |  |             |                 |             |
|  |           |                   |           |  |    |                          |                          |                          |                  |                  |                      |                      |                      |  |  | 2N          | Kings Gallarate | 30          |
|  |           |                   |           |  |    |                          |                          | 2C                       | Guelfi Firenze   | 25               |                      |                      |                      |  |  |             |                 |             |
|  |           |                   |           |  |    | 1S                       | Sharks Palermo           | 7                        |                  |                  |                      |                      |                      |  |  |             |                 |             |
|  |           |                   |           |  |    | 2C                       | Guelfi Firenze           | 26                       |                  |                  |                      |                      |                      |  |  |             |                 |             |
|  |           |                   |           |  |    | 2C                       | Guelfi Firenze           | 26                       |                  | 2C               | Guelfi Firenze       | 13                   |                      |  |  |             |                 |             |
|  | 3C        | Ducks Roma        | 13        |  |    |                          |                          |                          |                  | 2C               | Guelfi Firenze       | 13                   |                      |  |  |             |                 |             |
|  | 3C        | Ducks Roma        | 13        |  | 1C | Etruschi Livorno         | 7                        |                          |                  |                  |                      |                      |                      |  |  |             |                 |             |
|  | 2S        | Elephants Catania | 7         |  | 1C | Etruschi Livorno         | 7                        |                          | 1C               | Etruschi Livorno | 25                   |                      |                      |  |  |             |                 |             |
|  | 2S        | Elephants Catania | 7         |  |    |                          |                          |                          | 1C               | Etruschi Livorno | 25                   |                      |                      |  |  |             |                 |             |
|  |           |                   |           |  |    | 3C                       | Ducks Roma               | 20                       |                  |                  |                      |                      |                      |  |  |             |                 |             |

### IX Snowbowl
Il IX Snowbowl si è disputato il 4 febbraio 2001 al Velodromo Maspes-Vigorelli di Milano. L'incontro è stato vinto dai Kings Gallarate sui Guelfi Firenze con il risultato di 30 a 25.

## Verdetti
- Kings Gallarate vincitori dello Snowbowl IX.